# L'Oreille en coin

L'Oreille en coin est un programme radiophonique composé de plusieurs émissions diffusées sur France Inter les samedis (après-midi) et dimanches (matin et après-midi) entre mars 1968 et juillet 1990.

## Origine de l’émission
À l’automne de 1967, Guy Bégué, jusqu’alors conseiller du directeur de la Radio à l’ORTF, est nommé responsable des programmes artistiques en remplacement de Roland Dhordain.
Il se préoccupe d’abord du contenu de France Inter. Son sentiment est que la chaîne, trop alignée sur les antennes périphériques concurrentes, n’offre pas la qualité qu’on peut attendre d’une radio de service public : la musique se limite à la chanson, avec un matraquage excessif des airs à la mode ; et la parole n’est trop souvent destinée qu’à meubler les intervalles. Aussi décide-t-il de tenter une expérience nouvelle, en commençant par recomposer les programmes du week-end. Il expose ses objectifs à l’équipe de réalisateurs déjà reconnus formée par Pierre Codou et Jean Garretto, dont il avait pu apprécier le savoir-faire. Après réflexion, ces deux professionnels présentent des propositions originales, mais coûteuses. Guy Bégué accepte les lignes générales du projet, et obtient l’accord du directeur financier de l’époque, Jean Vincent, pour dégager le budget nécessaire. Le premier numéro est diffusé les samedi 30 et dimanche 31 mars 1968 sous le titre TSF 68,.
Rebaptisée en 1971 L’Oreille en coin, assortie en 1972 de l’indicatif Big Fat Man, l’émission dure jusqu’à l’été de 1990, soit un peu plus de 22 ans, supprimée par le nouveau directeur des programmes nommé en 1989, Pierre Bouteiller.

## Caractéristiques et évolution
Produite par Pierre Codou et Jean Garretto, L'Oreille en coin occupe alors une bonne partie de l'antenne du week-end, proposant des programmes le samedi de 14 à 18 heures, le dimanche de 9 à 12 heures et de 14 à 18 heures.
L'indicatif de l'émission, à partir de 1972, Big Fat Man, est une composition d'Alain Boublil sous son nom Jim Wild Carson, jouée par Paul Capdevielle et son orchestre Sentimental Trumpet.
Le caractère essentiel de l’émission est d’être sophistiquée, très travaillée, à la fois ludique et intellectuel. C’est un melting-pot de gags, de récits, de canulars, de contes, de parodies et d’imitations, de poésie, de chansons, de musique classique, de réflexions philosophiques, d’improvisations et d’enregistrements savamment montés. L’ensemble constitue, selon la définition des producteurs, « un spectacle radiophonique fragmenté permettant aux auditeurs de s’en détacher et d’y revenir sans craindre de perdre le fil ». On aborde tous les sujets, soit dans le désordre, selon la fantaisie des intervenants, soit selon un ordre méthodiquement élaboré au cours de discussions préalables et de multiples essais. La règle d’or est triple : un rythme rapide et soutenu ; un ton d’ironie et de gaîté intelligente ; un renouvellement permanent. De semaine en semaine, on invente de nouvelles rubriques, on abandonne des séquences qui n’ont pas eu de succès et d’autres qui en ont eu mais qui perdraient à se répéter, on ne s’installe jamais, on prospecte et on tente toujours, en toute liberté. La formule n’a pas de précédent radiophonique. Le public, vite séduit, assure bientôt à TSF puis à L’Oreille une des plus fortes audiences de France-Inter, en particulier la tranche horaire du dimanche matin, animée par des chansonniers en vogue et très prisés des médias : Jean Amadou, Jacques Mailhot, Maurice Horgues,. 
Au fil du temps, l’émission connut une évolution en plusieurs étapes. L’une des plus remarquables fut à partir de 1984, après la mort prématurée de Pierre Codou, l’invitation adressée à des hommes et des femmes politiques de premier plan à intervenir le dimanche matin. Là encore le succès fut rapidement au rendez-vous. C’était une innovation spectaculaire, promise à un grand avenir, que de tirer les politiques du cadre traditionnel de l’information et de l’interview pour les confronter au style et aux risques du divertissement. Le premier à participer fut Alain Juppé ; il y eut ensuite, entre autres, François Léotard, Alain Peyrefitte, Valéry Giscard d’Estaing, Henri Krasucki, Gaston Defferre, Michel Debré, Edgar Faure, Charles Pasqua, Nicolas Sarkozy, Lionel Jospin, Pierre Mauroy, Robert Badinter, Laurent Fabius, Édith Cresson, Michel d’Ornano, etc.

## Personnes y ayant collaboré
Y ont notamment collaboré (par ordre alphabétique) Jean Amadou, Robert Arnaut, Brigitte Bellac, Noëlle Bréham, Patrick Burgel, Anne-Marie Carrière, Gilles Carretero, Denis Cheissoux, Kathia David, Gilles Davidas, Simone Depoux, Emmanuel Den, Leïla Djitli, Claude Dominique, Agnès Gribes, Michel Guidoni, Maurice Horgues, Paula Jacques, François Jouffa, Kriss, Élisabeth Lerminier, Daniela Lumbroso, Christine Lamazière, Ronald Mary, Serge Le Vaillant, Jacques Mailhot, Daniel Mermet, Alex Métayer, Simon Monceau, Marie-Odile Monchicourt, Françoise Morasso, Aline Pailler, Yann Paranthoën, Guy Senaux, Jean-Jacques Pelletier, Jacques Pradel, Pierre Reggiani, Ève Ruggieri, Pierre Saka, Thomas Sertillanges, Gérard Sire, Jean-Marc Terrasse.

## Programmes diffusés
Parmi les programmes diffusés :
- Dans la ville de Paramaribo, il y a une rue qui monte et qui ne descend jamais, de Daniel Mermet ;
- JJMS ou Jeune, jolie mais seule par François Jouffa et Simon Monceau.